# Cascada de Alibek
La cascada de Alibek (en ruso: Алибекский водопад) es una de las cascadas más grandes y espectaculares de Dombái, en la parte occidental (superior) del desfiladero del Alibek en el sur de Karacháyevo-Cherkesia, en Rusia. La altura de la cascada es de más de 25 metros. La cascada se forma por la caída del río Dzhalovchatka desde el glaciar Alibek. Las piedras de las que cae el agua se llaman roca moutonnée.
La cascada Alibek apareció en el siglo XX. En la década de los años 1930 no había ninguna cascada y el saliente rocoso estaba cubierto por la lengua del glaciar Alibek, que cada año retrocede un metro y medio hacia arriba.
Es un destino popular de senderismo. Ubicado en el territorio de la reserva natural de Teberdá. Los asentamientos más cercanos son el campamento alpino de Alibek (1,6 km por el sendero), y el pueblo de Dombái (6,5 km por el camino).